# Ordoño I delle Asturie

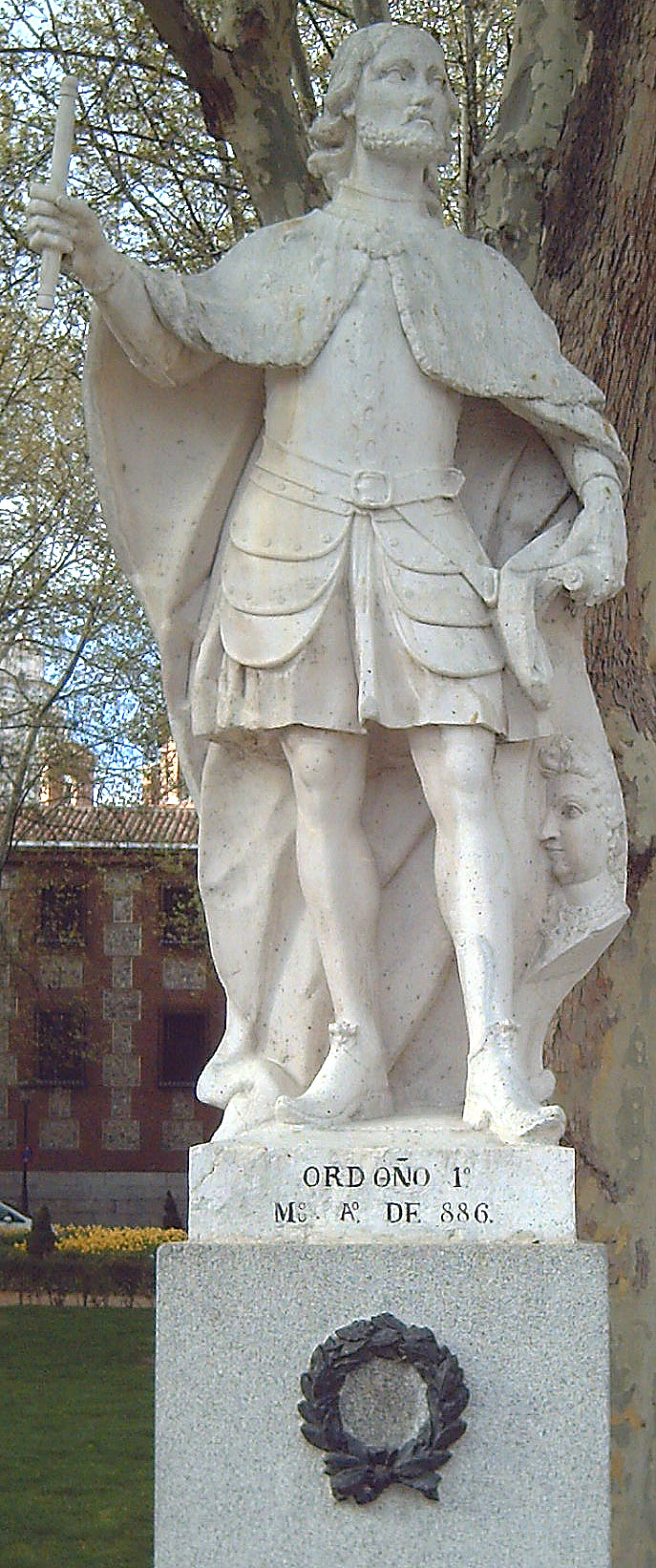
Statua di Ordoño I delle Asturie, che si trova nel passeggio dell'Argentina, a Madrid (Andrés de los Helgueros, 1750-1753).

Ordoño Ramirez (Ordoño anche in spagnolo, in asturiano e in galiziano, Ordoni, in catalano e Ordonho in portoghese; Oviedo, 830 – Oviedo, 27 maggio 866) fu re delle Asturie dall'850 all'866.

## Origine
Sia secondo il CHRONICON ALBELDENSE che la Historia Silense Ordoño era figlio del re delle Asturie Ramiro I e della prima moglie del padre, Urraca, una giovane galiziana, come confermano sia le Memorias de las reynas catholicas, che il documento dell'apendices de la España sagrada, Volume 19.

Sia secondo il Sebastiani Chronicon che la CRONICA ROTENSIS Ramiro I delle Asturie era figlio del re delle Asturie, Bermudo I e della moglie, Ozenda (o Numila o Imila), che secondo la Memorias de las reynas catholicas potrebbe essere il diminutivo di Adosinda.

## Biografia
Nato a Oviedo, alla corte del re delle Asturie, il cugino Alfonso II, nello stesso anno in cui nacque (830), si trasferì a Lugo con il padre, che era stato nominato governatore della Galizia.
Ancor giovane, sostituì, come governatore di Galizia, il padre che si era recato in Bardulias (il nome con cui veniva chiamata la Castiglia all'origine della Reconquista) per contrarre le seconde nozze con una donna (Paterna o Urraca) di origine castigliana, come riporta La web de las biografias.
Ma alla morte del re Alfonso II, nell'842, il conte di palazzo Nepoziano, nobile di origine visigota, che secondo la Cronica Alfonso III PDF Rotense Sebastianense Albeldense era cognato di Alfonso II era stato eletto re da una parte della nobiltà, aveva raccolto delle truppe e aveva affrontato Ramiro I, che lo sconfisse nella battaglia del ponte di Cornellana, sul fiume Narcea, nelle Asturie, come riportato da tutte le cronache tra cui la Historia Silense, che riporta che Nepoziano, dopo la battaglia riuscì a fuggire, ma fu catturato a Primorias (vicino a Cangas de Onís) da due conti che lo accecarono e lo condussero da Ramiro I che misericordioso lo fece rinchiudere in un monastero, dove rimase, sino alla morte.

Ordoño, che aveva ricevuto una buona educazione militare, organizzò le truppe galiziane pronte a intervenire in aiuto del padre, ma Ramiro riuscì a battere Nepoziano senza l'aiuto del figlio.

Ordoño fu confermato governatore della Galizia, e in un secondo tempo fu associato al regno dal padre.
Nell'844 suo padre Ramiro I, unitamente alla moglie Urraca al figlio Ordono e al fratello Garcia (coniuncta Urraca Regina et filio nostro Rege Ordonio et fratre meo Rege Garsia) fece una donazione alla chiesa di Santiago, come riporta il documento dell'apendices de la España sagrada, Volume 19.
Suo padre Ramiro I morì nel palazzo di Naranco (Oviedo), nel febbraio 850, e fu tumulato a Oviedo come riporta il CHRONICON ALBELDENSE, accanto alla seconda moglie Paterna di Castiglia, come riporta la Cronaca Sebastianense che gli era premorta, tra l'848 e l'850.

Ordoño gli succedette come Ordoño I, e fu il primo re a non essere eletto, ma a ereditare il regno dal padre.
Poco dopo essere salito al trono fu attaccato dai Baschi, alleati ai Banu Qasi di Saragozza. Mentre rientrava a Oviedo, dopo avere sconfitto i ribelli, gli giunse notizia che le truppe di al-Andalus stavano preparando un attacco contro la Bardulias: allora anticipandone le mosse, prima che i Mori attaccassero, avanzò contro di loro, li spinse verso il fiume Ebro, costringendoli a rientrare in al-Andalus.

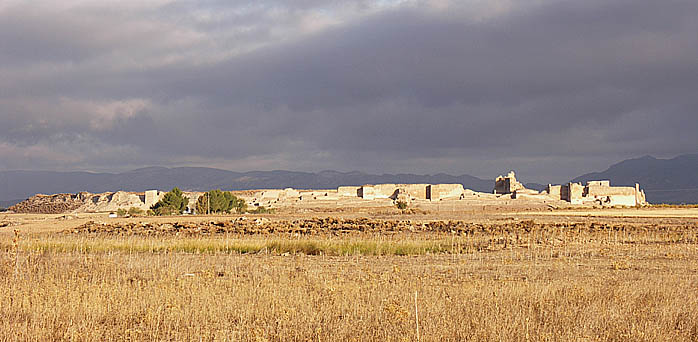
La fortezza di Calatrava.

Nell'854 Ordoño fece una donazione alla chiesa di Santiago, come riporta il documento III dell'apendices de la Historia de la Santa A. M. Iglesia de Santiago de Compostela, Tomo II.
Appoggiò allora la rivolta dei mozarabi del nord ovest di al-Andalus, inviando un contingente in aiuto dei toledani, come riporta anche, lo storico Rafael Altamira, ma fu duramente sconfitto nella battaglia del Guadacelete, nell'854, come riporta la Gran enciclopedia catalana.

Questa disfatta lo portò, con lo scopo di consolidare le difese del regno ad attuare il ripopolamento del "Deserto del Duero", la regione compresa tra la cordigliera asturiana e il fiume Duero, così, come riporta il Chronicon burgense furono ripopolate e fortificate le città (Legionensem civitatis) di León, Astorga, Tui, e Amaya, cittadina nei dintorni di Burgos.

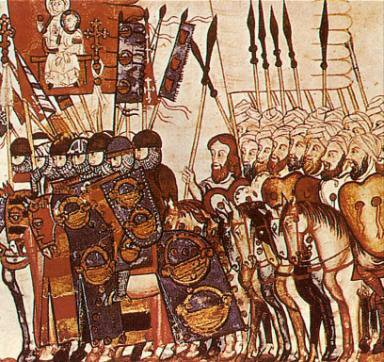
Miniatura della Reconquista.

Il governatore di Saragozza Musa II, preoccupato sia per l'intraprendenza di Ordoño e sia per il fatto che si era ribellato all'autorità dell'emiro di Cordova, Muḥammad I ibn ʿAbd al-Raḥmān, aveva fortificato la città di Albaida (l'attuale Albelda de Iregua), ma, nonostante ciò, nell'859 Ordoño lo attaccò e lo sconfisse davanti alla città di Albaida, che poi assediò, conquistò e distrusse, uccidendone il governatore, come riporta la Cronica de Alfonso III.
Il CHRONICON ALBELDENSE riporta che Ordoño I conquistò Salamanca catturando il re Mozror, la moglie e i figli, come riporta la Cronica de Alfonso III.
Ordoño aveva intenzione di avanzare verso Tudela, città dei Banu Qasi, per avere il controllo dell'accesso alla Navarra e ai Paesi Baschi, ma l'emiro di Cordova, Muḥammad I ibn ʿAbd al-Raḥmān, lo prevenne con l'invasione dell'Álava, saccheggiando diverse città.

Nell'863 Ordoño fu duramente sconfitto da ʿAbd al-Raḥmān, figlio dell'emiro, Muḥammad I, in una battaglia dove persero la vita 19 conti asturiani, mentre a Bureba, i Mori sconfiggevano Rodrigo, primo conte di Castiglia, fermando così la Reconquista per molti anni.
Sul finire del suo regno, Ordoño dovette subire un'incursione dei Vichinghi, in Galizia, che secondo il professore, Allen Mawer, potevano essere i figli di Ragnarr Loðbrók (Hastein e Björn Ragnarsson); anche il CHRONICON ALBELDENSE riporta l'avvenimento, precisando che i Normanni (Lordomani) furono sconfitti dal primo conte di Galizia, Pedro Theón (a Petro comite interfecti sunt).
Ordoño morì a Oviedo il 27 maggio dell'866, fu tumulato a Oviedo, nella chiesa di Santa Maria e gli succedette il figlio Alfonso III, come confermano sia il CHRONICON ALBELDENSE che la CRONICA ROTENSIS.

## Matrimonio e discendenza
Nell'847 Ordoño aveva sposato una nobile di nome Munia o Nuña, di cui non si conoscono gli ascendenti, come confermano le Memorias de las reynas catholicas.

Ordoño da Múnia, ebbe sei figli:
- Alfonso (848-910), re delle Asturie[23], dall'866 al 910;
- Fruela delle Asturie (?-dopo l'870), che, nell'870, si ribellò al re, il fratello Alfonso III che lo catturò, come riporta il CHRONICON ALBELDENSE[27] e che fu accecato, come riporta il Chronicon Sampiri[28];
- Nuño delle Asturie (?-dopo l'870), citato nel Chronicon Sampiri[28], sposò Asura di Castiglia figlia di Diego Rodriguez Porcelos (?-885), conte di Castiglia, e fu avo di Jimena Fernández, che sposò Garcia II, re di Navarra (994-1000);
- Bermudo delle Asturie (?-dopo l'870), lasciò Oviedo per Astorga, dove per sette anni collaborò con gli arabi[28];
- Odoario delle Asturie (?-dopo l'870), citato nel Chronicon Sampiri[28];
- Leodegunda, che, come riportato dal il codice di Roda[29], sposò García I di Pamplona, Re di Pamplona (870-882)[30].

## Ascendenza
|                         |   |                     | Genitori |  |  | Nonni |  |  | Bisnonni            |  |  | Trisnonni           |  |
|                         |   |                     |          |  |  |       |  |  | Fruela di Cantabria |  |  | Pietro di Cantabria |  |
|                         |   |                     |          |  |  |       |  |  | Fruela di Cantabria |  |  | Pietro di Cantabria |  |
|                         |   | …                   |          |  |  |       |  |  | Fruela di Cantabria |  |  |                     |  |
| Bermudo I delle Asturie |   |                     |          |  |  |       |  |  | Fruela di Cantabria |  |  |                     |  |
|                         |   | Menina Gundersindez | …        |  |  |       |  |  |                     |  |  |                     |  |
|                         |   | Menina Gundersindez | …        |  |  |       |  |  |                     |  |  |                     |  |
|                         |   | Menina Gundersindez | …        |  |  |       |  |  |                     |  |  |                     |  |
| Ramiro I delle Asturie  |   | Menina Gundersindez |          |  |  |       |  |  |                     |  |  |                     |  |
|                         |   | …                   | …        |  |  |       |  |  |                     |  |  |                     |  |
|                         |   | …                   | …        |  |  |       |  |  |                     |  |  |                     |  |
|                         |   | …                   | …        |  |  |       |  |  |                     |  |  |                     |  |
| Ozenda/Numila/Imila     |   | …                   |          |  |  |       |  |  |                     |  |  |                     |  |
|                         |   | …                   | …        |  |  |       |  |  |                     |  |  |                     |  |
|                         |   | …                   | …        |  |  |       |  |  |                     |  |  |                     |  |
|                         |   | …                   | …        |  |  |       |  |  |                     |  |  |                     |  |
| Ordoño I delle Asturie  |   | …                   |          |  |  |       |  |  |                     |  |  |                     |  |
|                         | … | …                   |          |  |  |       |  |  |                     |  |  |                     |  |
|                         | … | …                   |          |  |  |       |  |  |                     |  |  |                     |  |
|                         | … | …                   |          |  |  |       |  |  |                     |  |  |                     |  |
| …                       | … |                     |          |  |  |       |  |  |                     |  |  |                     |  |
|                         |   | …                   | …        |  |  |       |  |  |                     |  |  |                     |  |
|                         |   | …                   | …        |  |  |       |  |  |                     |  |  |                     |  |
|                         |   | …                   | …        |  |  |       |  |  |                     |  |  |                     |  |
| Urraca                  |   | …                   |          |  |  |       |  |  |                     |  |  |                     |  |
|                         |   | …                   | …        |  |  |       |  |  |                     |  |  |                     |  |
|                         |   | …                   | …        |  |  |       |  |  |                     |  |  |                     |  |
|                         |   | …                   | …        |  |  |       |  |  |                     |  |  |                     |  |
| …                       |   | …                   |          |  |  |       |  |  |                     |  |  |                     |  |
|                         |   | …                   | …        |  |  |       |  |  |                     |  |  |                     |  |
|                         |   | …                   | …        |  |  |       |  |  |                     |  |  |                     |  |
|                         |   | …                   | …        |  |  |       |  |  |                     |  |  |                     |  |
|                         |   | …                   |          |  |  |       |  |  |                     |  |  |                     |  |

### Fonti primarie
- (LA)  Textos navarros del Códice de Roda Archiviato il 31 gennaio 2021 in Internet Archive..
- (LA)  Anastasii abbatis opera omnia.
- (LA)  CRONICA ROTENSIS)
- (LA)  Cronica de Alfonso III
- (LA)  Historia silense
- (LA)  Historia de la Santa A. M. Iglesia de Santiago de Compostela, Tomo II
- (LA)  España sagrada. Volumen 13
- (LA)  España sagrada. Volumen 19
- (LA)  España sagrada. Volumen 14
- (LA)  España sagrada. Volumen 23

### Letteratura storiografica
- Rafael Altamira, Il califfato occidentale, in L’espansione islamica e la nascita dell’Europa feudale, collana «Storia del mondo medievale», II volume, Milano, Garzanti, 1999  [1979],  pp. 477–515, SBN RAV0065639.
- Allen Mawer, I vichinghi, in Il trionfo del papato e lo sviluppo comunale, collana «Storia del mondo medievale», V volume, Milano, Garzanti, 1999  [1980],  pp. 734-769, SBN CSA0112491.
- (ES)  #ES Historia Genealógica de la Casa de Lara
- (ES)  Cronica Alfonso III PDF Rotense Sebastianense Albeldense
- (ES)  Memorias de las reynas catholicas